# Raymond Tournon (père)
Pour les articles homonymes, voir Tournon.
Raymond Tournon dit le père, né à Gaillac le 7 mai 1870 et mort à Villefranche-sur-Mer le 17 février 1919, est un peintre, lithographe, illustrateur et affichiste français.

## Biographie
Sa famille s'installe à Paris en 1877 et Raymond Tournon fait ses études au lycée Arago. Il entre à l'École des beaux-arts de Paris dans l'atelier d'Alexandre Cabanel (1823-1889) et se lie d'amitié avec le peintre Grelat. Tout en pratiquant la peinture, il donne des cours de mathématiques et de dessin. Il devient géomètre au cadastre de la Ville de Paris.
Le  12 décembre 1894, il épouse l'artiste peintre et portraitiste Éléonore Marche à Saint-Amboise[Information douteuse]. Leur premier enfant, qui deviendra peintre et qu'ils prénomment Georges, naît le 26 septembre 1895. Sa naissance sera suivie par celle de Raymond (1901-1975), également peintre et décorateur de théâtre et de cinéma, et par celle de Jean-François (1905-1986), escrimeur, médaille de bronze aux Jeux olympiques, puis arbitre international.
Raymond Tournon mène une carrière de créateur d'affiches publicitaires pour des automobiles, des stations thermales ou pour le cinéma. Il est également illustrateur pour la presse car le couple vit difficilement de leur production artistique. Il réalise les publicités de la Royal Opera House et dessine fréquemment des illustrations pour l'éditeur Offenstadt. Il collabore avec Raymond Bigot, E. Nicolson, Louis Tybalt, Harry Gonel et Louis Forton.
Sur avis médical, il descend dans le Midi de la France et s'installe avec sa famille à Villefranche-sur-Mer. Il prépare une grande exposition sur les conseils de Charles Cottet.
Il expose au Salon des artistes français de 1914.

## Œuvres

### Illustrations
- Marc Janin, Les Aviateurs des Andes, Paris, Éditions Boivin et Cie, 1912.
- Paul d'Ivoi, 5 sous de Lavarède, non daté.
- Illustrations de couvertures pour : Fillette, Cricri, L'Épatant, L'Intrépide, La Semaine de Suzette.

## Collections publiques
- Gaillac, musée des Beaux-Arts :
  - Bateaux-lavoirs à Paris, huile sur carton, 62,5 × 45,5 cm
  - Le Château de Foucaud à Gaillac, huile sur toile, 50 × 69 cm
  - La tour Pierre de Brens, 1904, Huile sur toile, 54 × 72 cm
  - Les bords du Tarn, 1914, huile sur toile, 54 × 72 cm
  - Le Bar (Pr Villefranche-sur-Mer), 1919, huile sur carton, 101 × 77 cm
- Paris, Bibliothèque nationale de France :
  - L'Aurore publie… Fécondité d'Émile Zola, 1899, lithographie, 150 × 107 cm ; seconde version en 1910, 140 × 100 cm ;
  - Carte Taride pour cycliste et automobiles. En vente ici…, 1899, affiche, lithographie, 80 × 60 cm ;
  - Demandez chez tous les limonadiers le délicieux Sirop de Normandie Lefe, 1899, affiche, lithographie, 122 × 80 cm ;
  - Enghein-les-Bains, Théâtre, Casino municipal, établissement thermal, 1901, affiche, lithographie, 105 × 75 cm ;
  - La Loïe Fuller, 1901, affiche, lithographie, 80 × 60 cm ;
  - Blanche de Marcigny, 1902, affiche, lithographie, 100 × 65 cm ;
  - cartes postales.

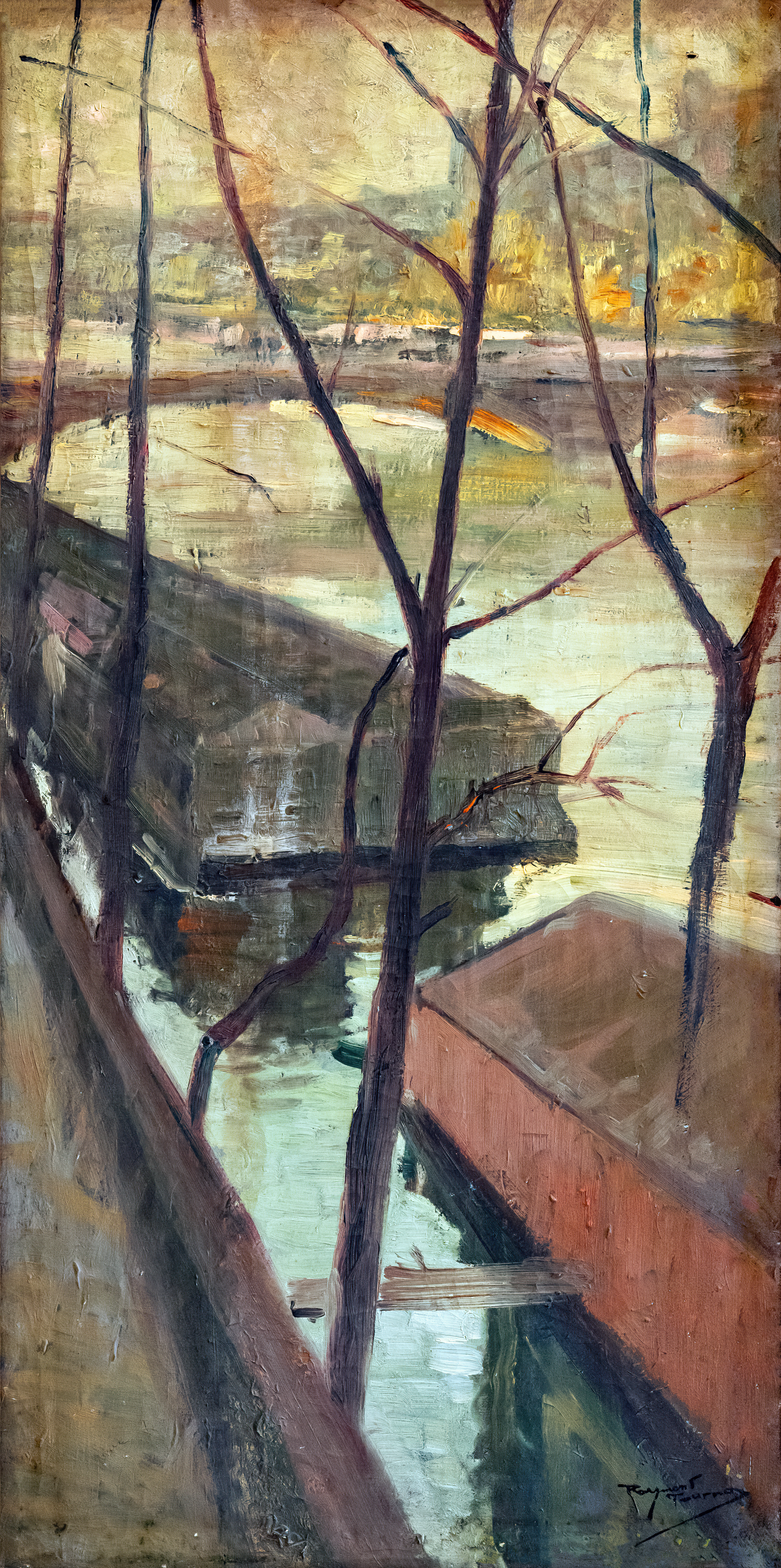
Bateaux-lavoirs à Paris - Musée des Beaux-Arts de Gaillac
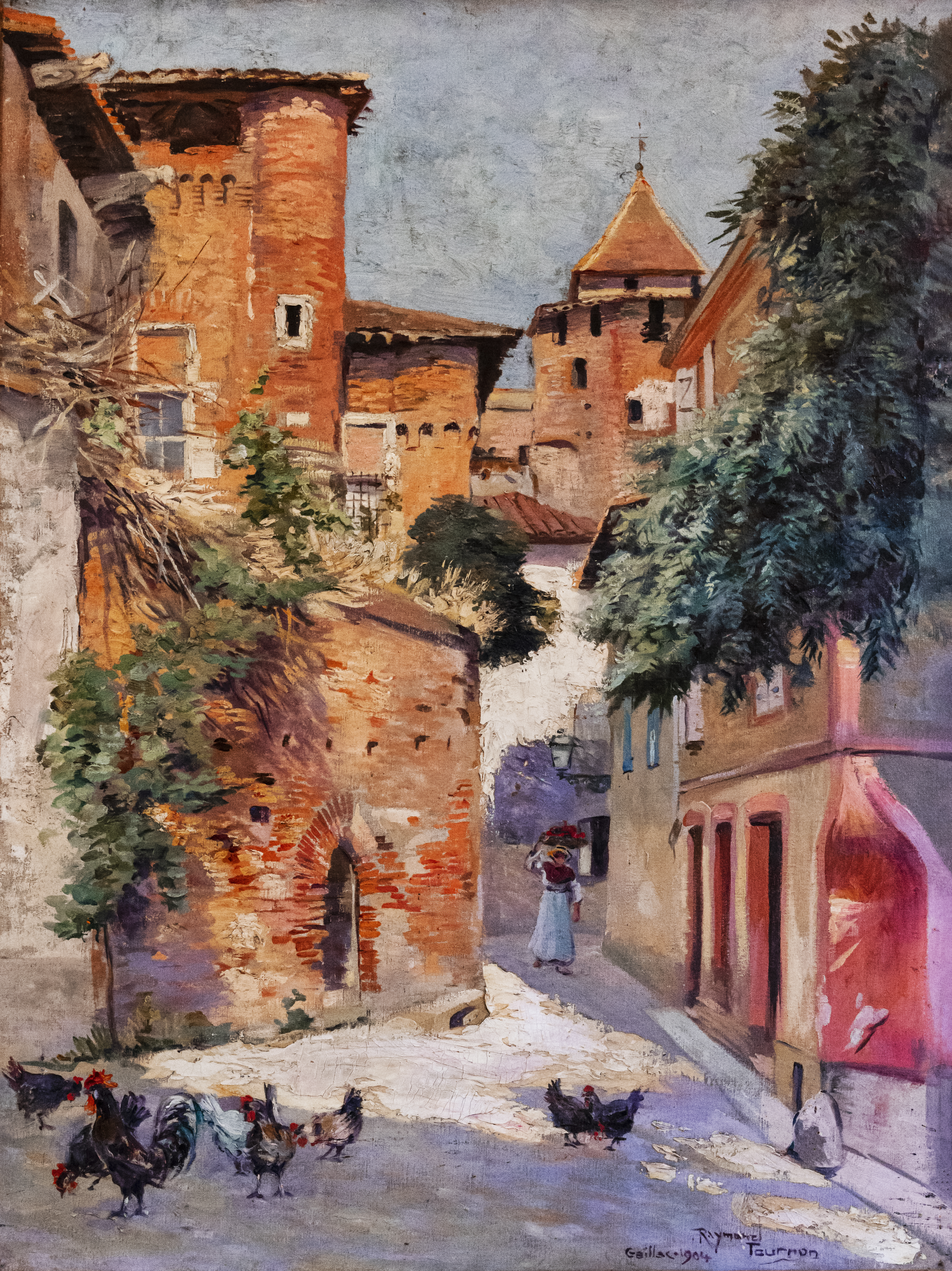
La tour Pierre de Brens - Musée des Beaux-Arts de Gaillac
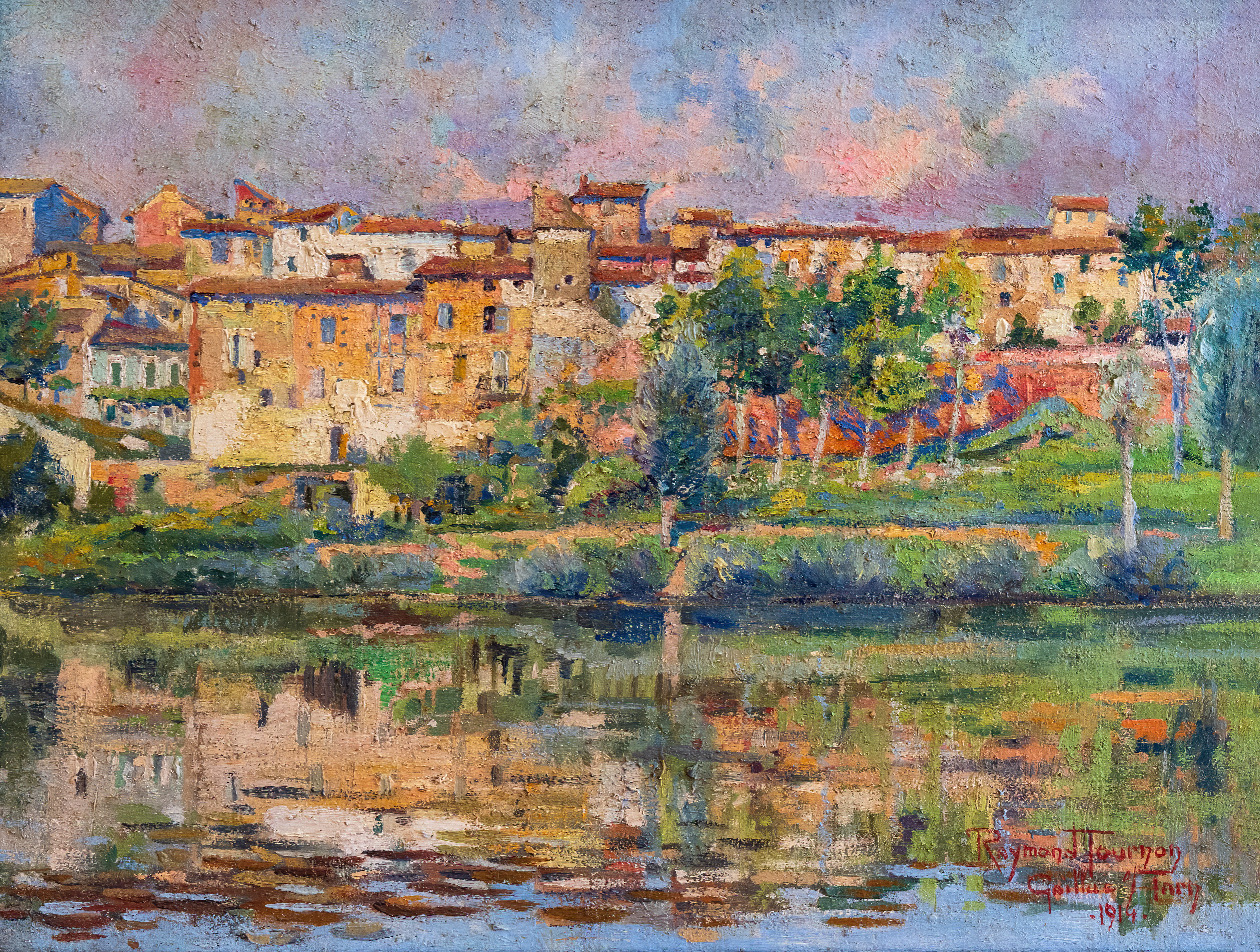
Les bords du Tarn - Musée des Beaux-Arts de Gaillac
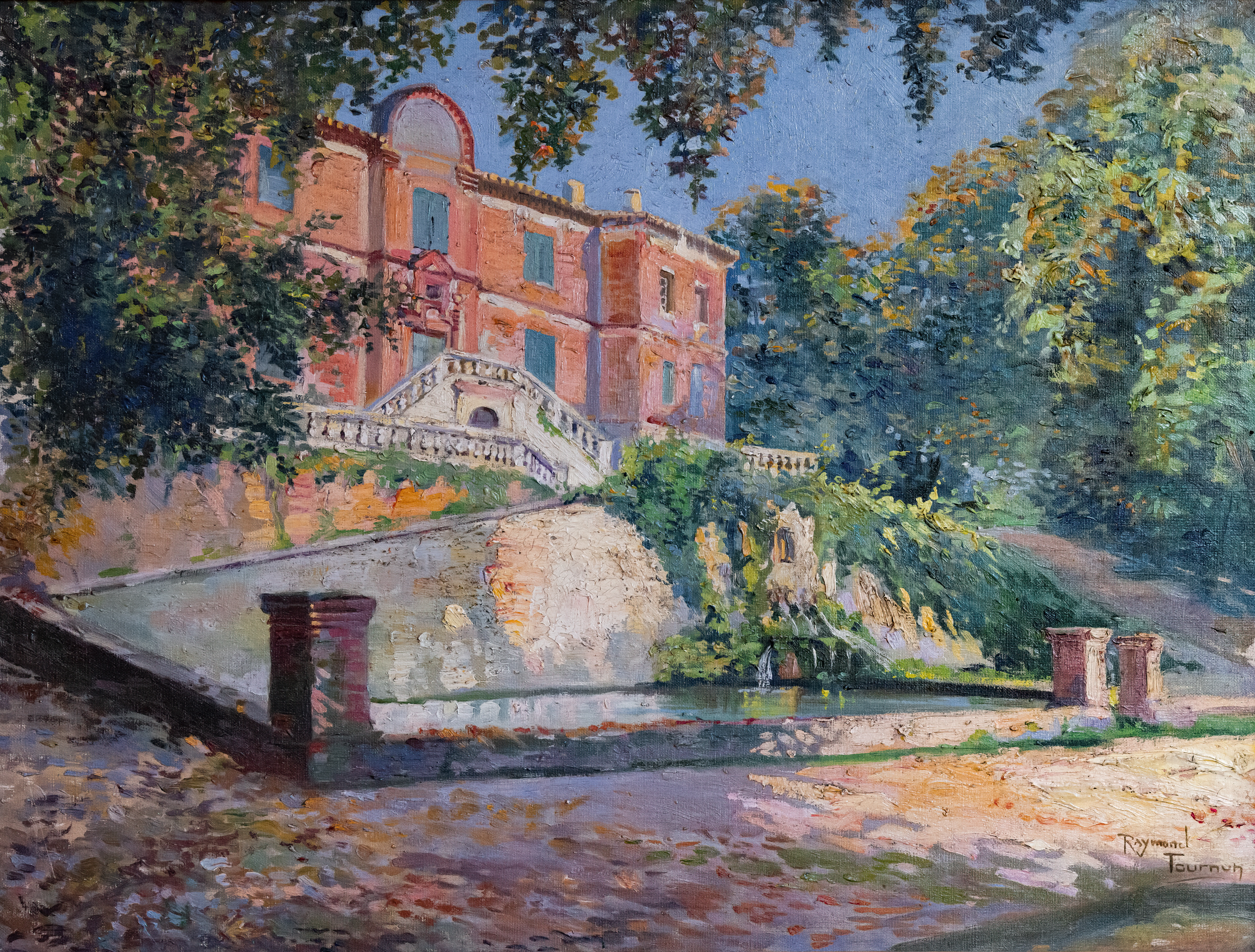
Le Château de Foucaud à Gaillac - Musée des Beaux-Arts de Gaillac
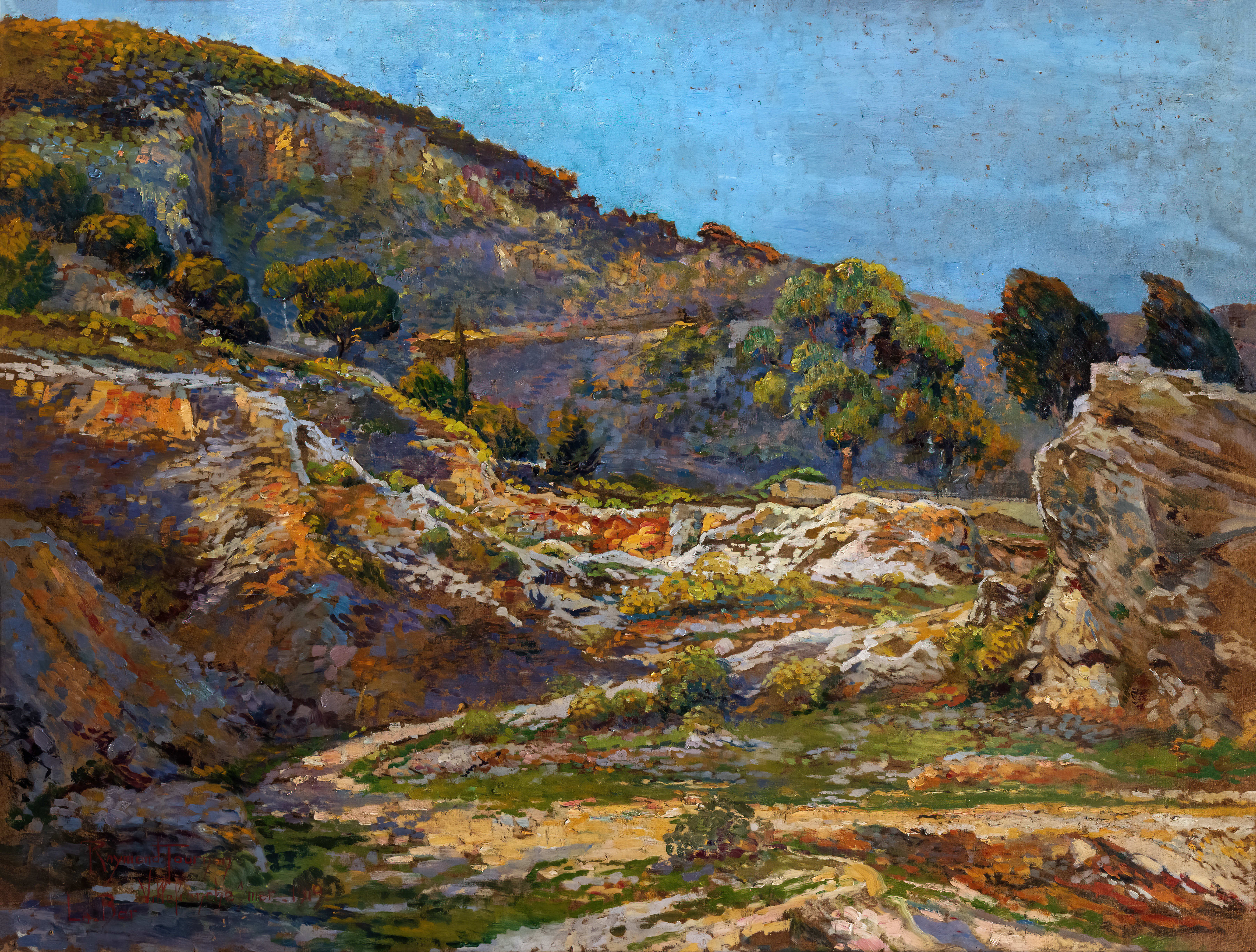
Le Bar (Villefranche-sur-Mer) - Musée des Beaux-Arts de Gaillac

## Expositions
- Vers 1912 : exposition à New York
- 1998 : exposition itinérante à la mairie du 4e arrondissement de Paris, au musée des Beaux-Arts de Gaillac et au musée d'Art et d'Histoire de Villefranche-sur-Mer.

## Récompense
- Premier prix au concours de la Société coloniale des beaux-arts pour Affiche d'Hanoï en 1902.

## Hommage
- La ville de Gaillac a donné le nom de Tournon père et fils, à une rue de la commune.